# Gulnará Samítova-Gálkina
Gulnará Iskandérovna Samítova-Gálkina (Гульнара́ Исканде́ровна Сами́това-Га́лкина) (9 de julio de 1978 en Naberezhnie Chelni, Tartaristán, Rusia) es una atleta rusa especialista en carreras de media distancia y con obstáculos, que se proclamó campeona olímpica de los 3.000 metros obstáculos en los Juegos de Pekín 2008 batiendo el récord mundial de la prueba con 8:58.81. Además ha conseguido una medalla de plata en el Campeonato Mundial de Atletismo de Berlín 2009 también en 3000 metros obstáculos y una medalla de bronce en 1.500 metros en el Campeonato Mundial de Atletismo en pista cubierta de Budapest 2004.

## Resultados
| Año  | Competición                          | Lugar    | Puesto                             | Marca            |
| ---- | ------------------------------------ | -------- | ---------------------------------- | ---------------- |
| 2003 | Campeonato Mundial                   | París    | 7.ª en 5000 m                      | 14:54.38         |
| 2004 | Campeonato Mundial en pista cubierta | Budapest | 3.ª en 1500 m                      | 4:08.26          |
| 2004 | Juegos Olímpicos                     | Atenas   | 6.ª en 5000 m                      | 15:02.30         |
| 2007 | Campeonato Mundial                   | Osaka    | 7.ª en 3000 m obst.                | 9:30.24          |
| 2008 | Juegos Olímpicos                     | Pekín    | 1.ª en 3000 m obst. 12.ª en 5000 m | 8:58.81 15:56.97 |
| 2009 | Campeonato Mundial                   | Berlín   | 3.ª en 3000 m obst.                | 9:11.09          |
| 2012 | Juegos Olímpicos                     | Londres  | No finalizó en 3000 m obst.        | DNF              |

## Marcas personales
- 800 metros - 2:00.29 (Sochi, 31 de mayo de 2009)
- 1.500 metros - 4:01.29 (Tula, 1 de agosto de 2004)
- Una milla - 4:20.23 (Moscú, 29 de junio de 2007)
- 2.000 metros - 5:31.03 (Sochi, 27 de mayo de 2007)
- 3.000 metros - 8:42.96 (Vila Real de Santo António, 24 de mayo de 2008)
- 5.000 metros - 14:33.13 (Kazán, 19 de julio de 2008)
- 3.000 metros obstáculos - 8:58.81 (Pekín, 17 de agosto de 2008)